# 鲮
鲮为鲤科的一種，俗名土鲮、雪鲮、鲮公、花鲮、鯁魚、青鱗魚。该物种的模式产地在中国。

## 分布
本魚分布於欧亚大陆元江、西洋江、澜沧江(湄公河)、湄南河等流域水深0至20公尺的地區。台灣過去也引進此魚，但自2009年後便罕有養殖。

## 特徵
體延長而側扁，背部輪廓隆起呈弧形，腹部圓形。頭略短而尖。吻短而圓鈍，向前突出，側面在前眶骨前緣有一不甚明顯的裂紋。有鬚2對，吻鬚較粗，頷鬚較短小或退化僅留痕跡。口小，下位，橫裂而下彎成淺弧形，上下邊緣都具角質緣。咽頭齒3列，齒式5.4.2-2.4.5。鰓耙數76-82。體被中型圓鱗，胸部鱗片較小；側線完全，微向下彎，後部延伸達尾部中央，側線鱗數37-40。各鰭均無硬棘，背鰭軟條 3(不分枝軟條)+ 12-13(分枝軟條)；臀鰭 3(不分枝軟條)+ 5(分枝軟條)，尾鰭深叉。體背青灰色，腹部銀白而略帶黃色。自胸鰭上方側線附近有十數個鱗片基部有藍黑色斑點，聚合成一堆類似菱形的斑塊。各鰭灰黑色。幼魚在尾柄基部有一黑斑。

## 生態
本魚為初級淡水魚。主要棲息於水溫略高的水域中，常在下層水域活動；性情活潑，喜歡群游活動。為雜食性魚類，主要以浮游生物、植物碎片、藻類、腐殖質等為食。不耐寒。

## 經濟利用
大型食用魚，且有經濟價值。適合煎、烤、炸、紅燒及糖醋等各種烹飪方法食用（如鯪魚球、煎釀鯪魚等），已商業化養殖。

## 脚注
1. ↑  Nguyen, T.H.T., Van, N.S. & Thinh, D.V. . The IUCN Red List of Threatened Species 2011.   [2018-08-21] （英语）.
2. 1 2  中国科学院动物研究所. . 中国动物物种编目数据库. 中国科学院微生物研究所.   [2009-04-11]. （原始内容存档于2016-03-05）.
3. ↑  .   [2022-01-15]. （原始内容存档于2022-01-15）.

## 外部連接
維基物種上的相關：鲮